# H.H. Holmes
H.H. Holmes, egentligen Herman Webster Mudgett, född 16 maj 1861 i Gilmanton, New Hampshire, död 7 maj 1896 i Philadelphia, Pennsylvania, var en amerikansk seriemördare, känd som den förste seriemördaren i USA. 
Redan som barn var Holmes intresserad av kroppens anatomi och i likhet med Jeffrey Dahmer dissekerade han smådjur. Han utbildade sig senare till läkare och ägde ett stort hotell som kallades murder castle. Hotellet brändes till merparten ner till grunden av en mordbrännare kort efter Holmes gripande. Men byggdes mestadels upp igen och användes som postkontor fram till 1938.
År 1893 begick han sina första mord i Chicago. Holmes hotell innehöll ljudisolerade rum och rum utan fönster. En del av offren gasades ihjäl i sina rum. Kropparna fördes ner i källaren där Holmes dissekerade dem. Han rengjorde offrens skelett och sålde dem till läkarskolan, och han tog också ut livförsäkringar på vissa av sina offer.
Man tror att mellan 20 och 100 personer föll offer för Holmes, domstolen dömde honom dock endast för 1 mord och de fann nio till troliga. de flesta kvinnor men också män och barn. År 1896 blev han avslöjad av Frank Geyer och dömdes till döden för endast 1  mord trots sitt erkännande av 27 mord. Ett antal av offren i hans erkännande visade sig fortfarande vara vid liv. Hearst newspapers betalade 7500$ för hans erkännande men det mesta av erkännandet visade sig vara nonsens.
I samband med sin bekännelse yttrade Holmes: "I was born with the devil in me". Holmes avrättades genom hängning i Moyamensing Prison i Philadelphia den 7 maj 1896. Holmes nacke bröts inte av fallet och det blev tydligen en väldigt utdragen och plågsam död, ryckningar i ca 15 minuter och han dödsförklarades till slut efter 20 minuter.
År 2017 kom information om att Holmes möjligtvis hade undkommit sitt straff. Kroppen blev uppgrävd och tester utförda. Eftersom hans kista hade varit ingjuten i cement, så visade det sig att hans kropp inte hade ruttnat på ett normalt sett. Hans kläder var i ett nästan perfekt skick och hans mustasch var intakt. Man kunde bevisa med hjälp av tester av tänderna att kroppen verkligen var H.H. Holmes. Efter testerna blev kroppen åter begravd.

## Galleri
- Holmes bekännelse, publicerad i New York Journal den 12 april 1896.